# La Sauvetat (Puy-de-Dôme)
Pour les articles homonymes, voir La Sauvetat.
La Sauvetat est une commune française, située dans le département du Puy-de-Dôme, en région Auvergne-Rhône-Alpes. Elle fait partie de l'aire d'attraction de Clermont-Ferrand.

## Géographie

### Localisation
Cinq communes sont limitrophes :
| Tallende | Veyre-Monton | Corent   |
|          | La Sauvetat  | Authezat |
| Plauzat  |              |          |

### Climat
Pour des articles plus généraux, voir Climat d'Auvergne-Rhône-Alpes et Climat du Puy-de-Dôme.
En 2010, le climat de la commune est de type climat du Bassin du Sud-Ouest, selon une étude du Centre national de la recherche scientifique s'appuyant sur une série de données couvrant la période 1971-2000. En 2020, Météo-France publie une typologie des climats de la France métropolitaine dans laquelle la commune est exposée à un climat de montagne ou de marges de montagne et est dans la région climatique Nord-est du Massif Central, caractérisée par une pluviométrie annuelle de 800 à 1 200 mm, bien répartie dans l’année.
Pour la période 1971-2000, la température annuelle moyenne est de 10,7 °C, avec une amplitude thermique annuelle de 16,3 °C. Le cumul annuel moyen de précipitations est de 568 mm, avec 7,4 jours de précipitations en janvier et 6,6 jours en juillet. Pour la période 1991-2020, la température moyenne annuelle observée sur la station météorologique de Météo-France la plus proche, « Plauzat_sapc », sur la commune de Plauzat à 2 km à vol d'oiseau, est de 11,3 °C et le cumul annuel moyen de précipitations est de 606,8 mm,. Pour l'avenir, les paramètres climatiques de la commune estimés pour 2050 selon différents scénarios d'émission de gaz à effet de serre sont consultables sur un site dédié publié par Météo-France en novembre 2022.

## Urbanisme

### Typologie
Au 1er janvier 2024, La Sauvetat est catégorisée bourg rural, selon la nouvelle grille communale de densité à sept niveaux définie par l'Insee en 2022.
Elle est située hors unité urbaine. Par ailleurs la commune fait partie de l'aire d'attraction de Clermont-Ferrand, dont elle est une commune de la couronne,. Cette aire, qui regroupe 209 communes, est catégorisée dans les aires de 200 000 à moins de 700 000 habitants,.

### Occupation des sols
L'occupation des sols de la commune, telle qu'elle ressort de la base de données européenne d’occupation biophysique des sols Corine Land Cover (CLC), est marquée par l'importance des territoires agricoles (94,9 % en 2018), en diminution par rapport à 1990 (95,9 %). La répartition détaillée en 2018 est la suivante : terres arables (72,8 %), zones agricoles hétérogènes (22,1 %), zones urbanisées (4,2 %), forêts (0,9 %). L'évolution de l’occupation des sols de la commune et de ses infrastructures peut être observée sur les différentes représentations cartographiques du territoire : la carte de Cassini (XVIIIe siècle), la carte d'état-major (1820-1866) et les cartes ou photos aériennes de l'IGN pour la période actuelle (1950 à aujourd'hui).

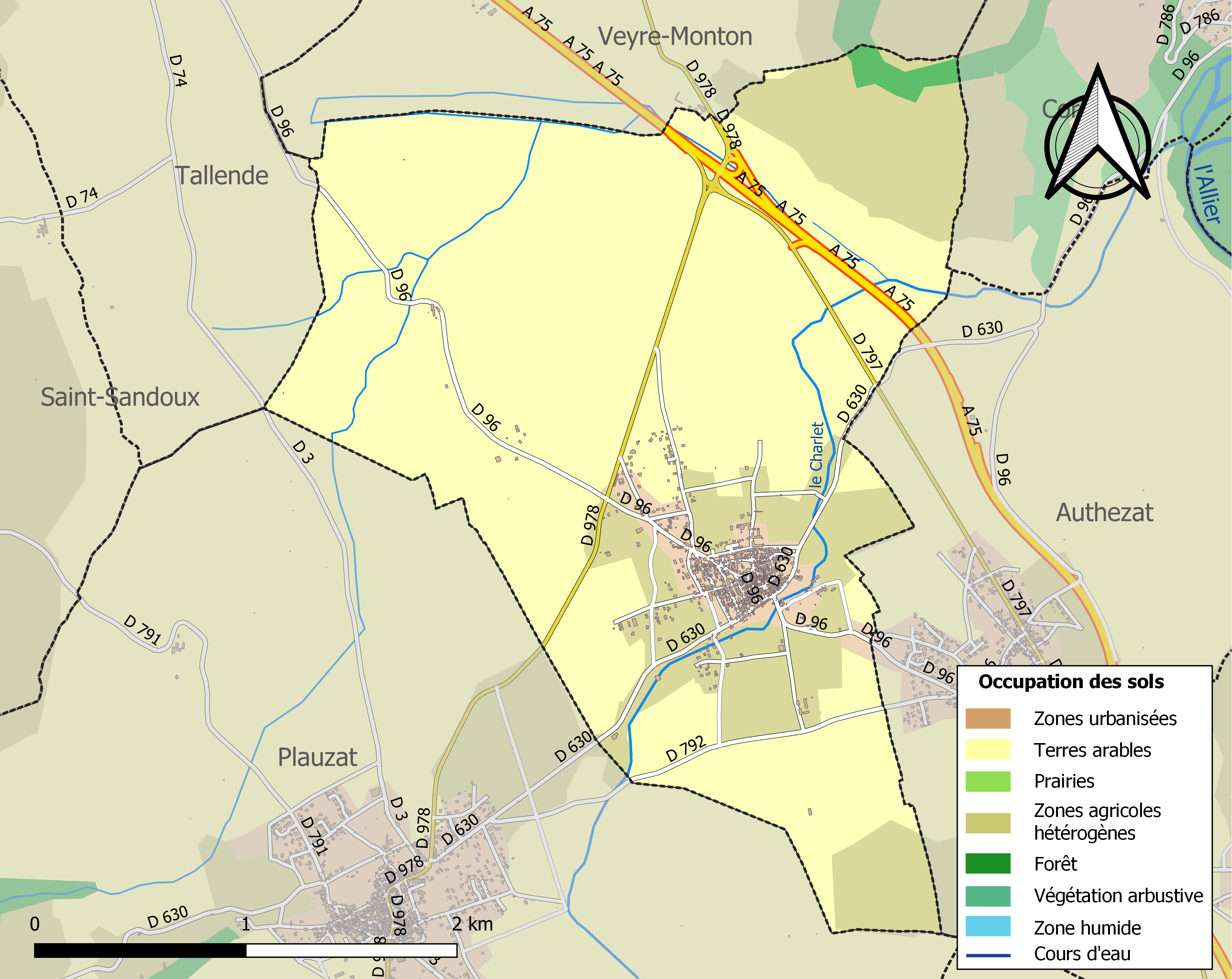
Carte des infrastructures et de l'occupation des sols de la commune en 2018 (CLC).

### Voies de communication et transports
Le territoire communal est traversé par les routes départementales 96 (reliant Tallende à Authezat et à Corent), 630 (reliant Plauzat à la RD 96 en direction de Corent), 792, 797 (ancienne route nationale 9) et 978 (reliant Clermont-Ferrand à Champeix).

## Histoire
La Sauvetat a formé jusqu'en 1872 avec Authezat la commune d'Authezat-la-Sauvetat ; à cette date, une scission a séparé les deux communes actuelles.

### Les Hospitaliers
La Sauvetat fut du XIIIe siècle à la Révolution le siège d'une commanderie des Hospitaliers de l'ordre de Saint-Jean de Jérusalem qui faisait partie du grand prieuré d'Auvergne et qui sera rattachée par la suite à la commanderie d'Olloix,.

## Politique et administration

### Découpage territorial
La commune de La Sauvetat est membre de la communauté de communes Mond'Arverne Communauté, un établissement public de coopération intercommunale (EPCI) à fiscalité propre créé le 1er janvier 2017 siégeant à Veyre-Monton, et par ailleurs membre d'autres groupements intercommunaux. Jusqu'en 2016, elle faisait partie de la communauté de communes Gergovie Val d'Allier Communauté.
Sur le plan administratif, elle est rattachée à l'arrondissement de Clermont-Ferrand, à la circonscription administrative de l'État du Puy-de-Dôme et à la région Auvergne-Rhône-Alpes.
Sur le plan électoral, elle dépend du canton des Martres-de-Veyre pour l'élection des conseillers départementaux, depuis le redécoupage cantonal de 2014 entré en vigueur en 2015, et de la quatrième circonscription du Puy-de-Dôme pour les élections législatives, depuis le dernier découpage électoral de 2010.

### Élections municipales et communautaires

#### Élections de 2020
Le conseil municipal de La Sauvetat, commune de moins de 1 000 habitants, est élu au scrutin majoritaire plurinominal à deux tours avec candidatures isolées ou groupées et possibilité de panachage. Compte tenu de la population communale, le nombre de sièges à pourvoir lors des élections municipales de 2020 est de 15. La totalité des quinze candidats en lice est élue dès le premier tour, le 15 mars 2020, avec un taux de participation de 49,17 %.
La maire sortante, Bernadette Troquet, a été réélue à la suite des élections municipales de 2020. Le conseil municipal, réuni le 25 mai 2020 pour élire le maire, a désigné trois adjoints.

#### Chronologie des maires
| Période                                  | Période                    | Identité             | Étiquette | Qualité |
| ---------------------------------------- | -------------------------- | -------------------- | --------- | --- |
| Les données manquantes sont à compléter. |                            |                      |           | |
| 1800                                     | 1808                       | François Postoly     |           | |
| 1808                                     | 1828                       | Benoît Monestier     |           | |
| 1828                                     | 1828                       | Chevalier de Pélacot |           | |
| 1828                                     | 1831                       | Jean Bomparet        |           | |
| 1831                                     | 1846                       | Antoine-Marie Papon  |           | |
| 1846                                     | 1848                       | Rodde de Chalaniat   |           | |
| 1848                                     | 1848                       | Amable Croze         |           | |
| 1848                                     | 1882                       | Guillaume Bard       |           | |
| 1882                                     | 1888                       | François Cibrand     |           | |
| 1888                                     | 1900                       | Jean Cibrand         |           | |
| ...                                      | ...                        | ...                  | ...       | ... |
| avant 1981                               | ?                          | Marcel Gillet        |           | |
| mars 2001                                | En cours (au 12 juin 2021) | Bernadette Troquet   | DVG       | Conseillère générale du canton de Veyre-Monton (2011-2015) Conseillère départementale du canton des Martres-de-Veyre (depuis 2015) |

## Équipements et services publics

### Enseignement
La Sauvetat dépend de l'académie de Clermont-Ferrand. Elle fait partie d'un regroupement pédagogique intercommunal avec Authezat : les élèves de maternelle vont à Authezat et ceux du CP au CM2 vont à La Sauvetat.
Ils poursuivent leur scolarité au collège Antoine-Grimoald-Monnet, à Champeix, puis au lycée Murat, à Issoire (ou au lycée La-Fayette à Clermont-Ferrand pour la filière technologique STI2D).

## Population et société

### Démographie
L'évolution du nombre d'habitants est connue à travers les recensements de la population effectués dans la commune depuis 1872. Pour les communes de moins de 10 000 habitants, une enquête de recensement portant sur toute la population est réalisée tous les cinq ans, les populations de référence des années intermédiaires étant quant à elles estimées par interpolation ou extrapolation. Pour la commune, le premier recensement exhaustif entrant dans le cadre du nouveau dispositif a été réalisé en 2005.

En 2022, la commune comptait 725 habitants, en évolution de +1,4 % par rapport à 2016 (Puy-de-Dôme : +2,1 %, France hors Mayotte : +2,11 %).
| 1872 | 1876 | 1881 | 1886 | 1891 | 1896 | 1901 | 1906 | 1911 |
| ---- | ---- | ---- | ---- | ---- | ---- | ---- | ---- | ---- |
| 872  | 838  | 800  | 803  | 827  | 818  | 681  | 673  | 588  |

| 1921 | 1926 | 1931 | 1936 | 1946 | 1954 | 1962 | 1968 | 1975 |
| ---- | ---- | ---- | ---- | ---- | ---- | ---- | ---- | ---- |
| 506  | 571  | 526  | 522  | 482  | 477  | 529  | 479  | 518  |

| 1982 | 1990 | 1999 | 2005 | 2006 | 2010 | 2015 | 2020 | 2022 |
| ---- | ---- | ---- | ---- | ---- | ---- | ---- | ---- | ---- |
| 555  | 591  | 591  | 623  | 631  | 661  | 707  | 706  | 725  |

## Culture locale et patrimoine

### Lieux et monuments
- Un ensemble fortifié médiéval réunit les vestiges d'un noyau castral initial : un imposant donjon roman, deux lignes de remparts, vraisemblablement édifiés à l'époque de la guerre de Cent Ans.
- L'église abrite une Vierge à l'Enfant émaillée du XIIIe siècle.
- Le manoir de Chalaniat[29] montre des vestiges architecturaux de la fin du XVIe siècle.

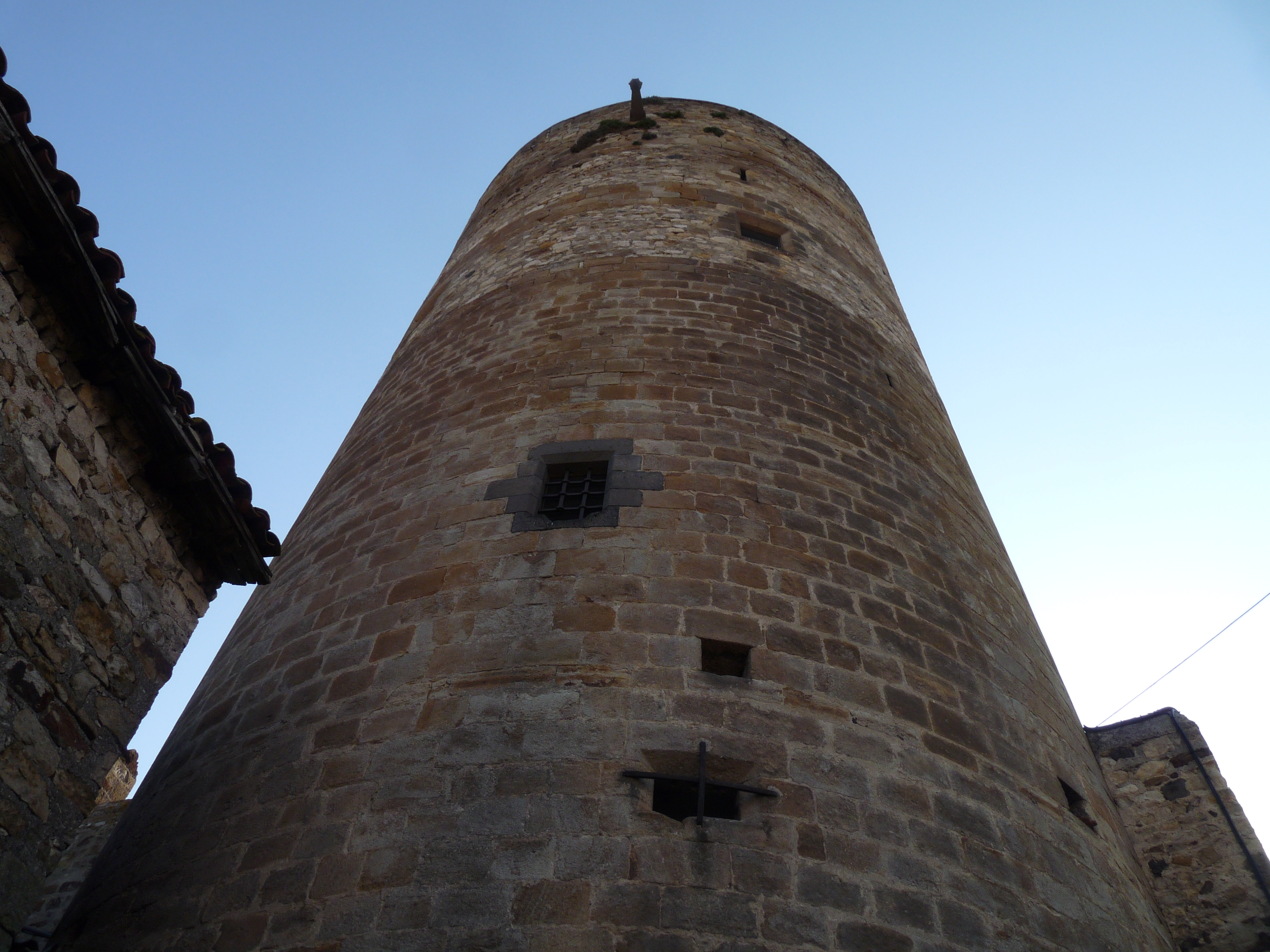
Le donjon roman.
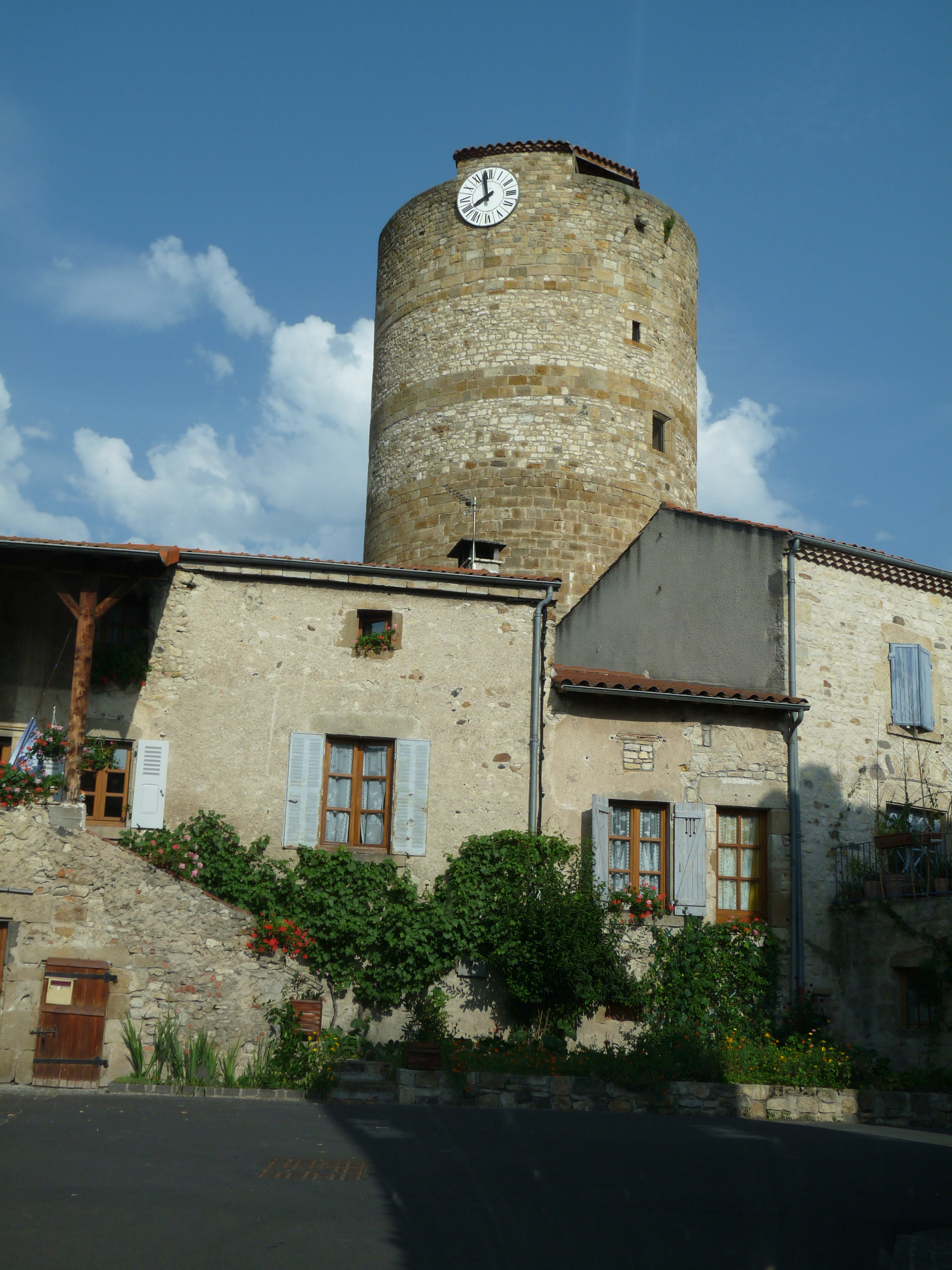
Tour et maisons.

### Personnalités liées à la commune
- Jean-Baptiste-Benoît Monestier (1745-1820), député du Puy-de-Dôme à la Convention nationale.
- Élisabeth Dodel-Faure (1872-1952), peintre, morte à La Sauvetat.